# Dacrycarpus cinctus
Dacrycarpus cinctus là một loài thực vật hạt trần trong họ Thông tre. Loài này được (Pilg.) de Laub. miêu tả khoa học đầu tiên năm 1969.